# 域論
體論（英語：Field theory）是抽象代數的分支，研究體的性質。

## 歷史
域的概念最初被阿貝爾和伽罗瓦用於他們對方程的可解性的工作上。
1871年，理查德·戴德金將對於四則運算封閉的實數或複數集稱為「體」。
1881年，利奧波德·克羅內克定義了「有理體」（德語：Rationalitäts-Bereich），相當於今稱之数域。
1893年，安里西·韋伯給出抽象體的首個清晰定義。
伽罗瓦被視為首個將群論和體論連繫起來的數學家。伽罗瓦理论便以他命名。事實上，埃米爾·阿廷在1928至42年間才將群和體的關係大大發展並紀錄。

## 用途
- 有限體(Finite Fields)：編碼理論
- 二元體(Binary Fields)：電腦科學